# Lucio Cabañas
Lucio Cabañas Barrientos (El Porvenir, Atoyac de Álvarez, Guerrero, 12 de diciembre de 1938 - Técpan de Galeana, 2 de diciembre de 1974) fue un maestro rural mexicano, egresado de la Escuela Normal Rural de Ayotzinapa, líder estudiantil y jefe del grupo armado Partido de los Pobres en la sierra de Guerrero, durante la década de 1970.
Uno de sus tíos, Pablo Cabañas, estuvo combatiendo junto a Silvestre Mariscal, Prisciliano Padilla, Baldomero Vidales, Amadeo Vidales y Abacuc Román Godínez, así como con Jacobo Gámiz, hermano del dirigente magisterial, campesino y guerrillero Arturo Gámiz García que comandó el asalto al cuartel de Madera.

## Orígenes
Lucio nació el 12 de diciembre de 1938 en el seno de un hogar campesino. Su abuelo paterno había sido zapatista y su tío Pablo había participado en la guerrilla de los hermanos Vidales en la década de 1920. Cursó su educación básica en la localidad de El Cayaco. Posteriormente en febrero de 1956, ingresó a la Normal de Ayotzinapa.

## Inicios políticos
Durante su estadía en la Escuela Normal Rural de Ayotzinapa se posiciona como líder estudiantil e ingresa a las Juventudes del Partido Comunista. Su formación política se inició en la Asociación Cívica Guerrerense (ACG), que en ese entonces dirigía Genaro Vázquez. Posteriormente, fue elegido Secretario General de la Federación de Estudiantes Campesinos Socialistas de México, para el periodo de 1962-1963. Lucio decide alejarse de la ACG por acercarse más al Partido Comunista Mexicano (PCM).
A principios de abril de 1967, Lucio y algunos profesores de la escuela Juan Álvarez, con otros miembros de la ACG, de la Confederación Campesina Independiente y de las colonias populares, fundan el llamado Frente de Defensa de los Intereses de la Escuela Juan Álvarez. Lucio Cabañas convoca a una manifestación en Atoyac, el 18 de mayo de 1967. Con el fin de desalojar la Plaza Cívica intervino la policía judicial del estado, dándose inicio así a una balacera general, cuyo principal blanco era el propio Lucio Cabañas.

## La clandestinidad
En abril de 1974 la guerrilla dirigida por Lucio Cabañas decide llevar a cabo el secuestro de Rubén Figueroa, senador de la República y candidato a la gubernatura del estado de Guerrero. Lucio y Figueroa acuerdan una reunión para el 30 de mayo de 1974 a las 9 de la mañana, en un cruce de caminos que conducían de San Jerónimo a la localidad de El Ticuí, muy cerca de Atoyac. Figueroa fue rescatado el 8 de septiembre por un operativo policiaco en un agitado enfrentamiento, aunque otras versiones sostienen que se pagó un rescate para su liberación.
Después de este acontecimiento, el Estado responde con toda su fuerza contra la guerrilla de Lucio Cabañas e inicia su persecución.
La madrugada del 2 de diciembre de 1974 se dio el último enfrentamiento con tropas militares, iniciándose un tiroteo en la selva cafetalera El Otatal. En este tiroteo, Lucio y sus compañeros fueron sorprendidos por el ejército. Según una versión de lo acontecido, Lucio Cabañas, al percatarse de que no había salida y evitar caer en manos del ejército, se colocó el cañón de su rifle M-2 en el cuello y jaló del gatillo, cayendo herido mortalmente. El capitán Bravo Torres corrió hasta el cuerpo y le disparó el tiro de gracia. Sin embargo, en las imágenes del cadáver que se dieron a conocer a la prensa, no parecía haber impactos de bala en el cuello.

## Obras y legado

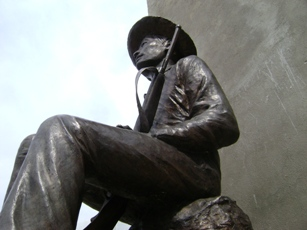
Estatua en Atoyac de Álvarez.

El escritor Carlos Montemayor relata la historia del Partido de los Pobres en su libro Guerra en el Paraíso (Ed. Diana, 1990), también el libro titulado El guerrillero escrito por Camarada Ernesto hace referencia a Lucio Cabañas, el PDLP y la sierra.
Véase el documental "La Guerrilla y la Esperanza: Lucio Cabañas" (La Rabia Films, 2005).
También grupos guerrilleros como Tendencia Democrática Revolucionaria-Ejército del Pueblo, Ejército Revolucionario del Pueblo Insurgente y el Ejército Popular Revolucionario que operan el estado Guerrero recogen como influencia directa la metodología y el acercamiento a las comunidades indígenas.